# ألبرت سيرا فيجوراس
ألبرت سيرا فيجوراس (بالإسبانية: Albert Serra Figueras) هو لاعب كرة قدم إسباني، ولد في 6 أكتوبر 1978 في بانيولاس في إسبانيا. لعب مع نادي جيرونا ونادي ليفانتي.

## وصلات خارجية
- ألبرت سيرا فيجوراس على موقع قاعدة بيانات كرة القدم.إي يو (الإنجليزية)
- ألبرت سيرا فيجوراس على موقع Soccerway.com (الإنجليزية)